# 차징 탑스피너
《차징 탑스피너》(영어: Charging Topspinner, 중국어: 爆炫星陀)는 초이락 배틀완구 시리즈 7번째 작품으로 대한민국의 애니메이션이다. MBC TV에서 1기는 2023년 5월 13일부터 12월 16일까지 방영했고, 2기인 BX는 2024년 1월 27일부터 8월 31일까지 방영했다.

## 방송 일시
| 방송 채널 | 방송일                      | 방송 시간                            |
| --------- | --------------------------- | ------------------------------------ |
| MBC TV    | 2023년 5월 13일 ~ 12월 16일 | 매주 토요일 오전 8시 10분 ~ 8시 30분 |
| MBC TV    | 2024년 1월 27일 ~ 8월 31일  | 매주 토요일 오전 8시 10분 ~ 8시 30분 |

## 등장인물

### 신 일행
신(Shin)
플레이 스타일 - 스피너 스타일 → 스트링 스타일 → 슈터 스타일
주인공, 13세(초등학교 6학년). 탑스피너 배틀을 좋아하는 남학생. 올곧은 성격이며 밝고 솔직하다. 생각이 아닌 행동부터 하는 타입. 형 도일을 전적으로 따르며, 형처럼 우수한 플레이어가 되겠다는 목표를 가졌다. 늘 탑스피너 배틀에서 지지만 그럼에도 배틀을 즐기고 있다. 갑자기 의식불명이 된 형의 눈을 뜨게 하기 위해, 탑스피너 월드 챔피언십에서 우승하고자 분발한다.
도일(Doil)
플레이 스타일 - 스피너 스타일
15세(중학교 2학년). 신의 형이자 롤모델. 뛰어난 탑스피너 플레이어로 동생을 잘 챙겨주는 자상한 성격의 형으로, 가끔씩 훈련을 봐주기도 했다. 시합 내용을 비롯해 하루의 일들을 일기로 남길 만큼 꼼꼼한 성격이기도 하다. 신을 손수 가르쳐 처음으로 배틀에서 이기도록 도와줬으나, 탑스피너 월드 챔피언십 결승전에서 진 직후 수수께기의 소년 잭에게 정신체를 빼앗겨 의식불명이 된다. 몸에서 빠져나온 정신체는 우주를 방황하다 이세계에 다다르게 되는데, 그곳에서 탑스피너와 그에 깃든 성수를 무기로 쓰는 군대들을 보고 충격을 받게 된다.
로건(Rogeon)
플레이 스타일 - 슈터 스타일
15세(중학교 2학년). 도일의 숙명의 라이벌. 탑스피너 월드 챔피언십 결승전에서 도일을 꺾고 우승하며 신을 큰 충격에 빠뜨렸다. 도일이 의식을 잃은 후로는 이래저래 신에게 엄격한 태도를 보이나, 이는 도일 대신 신을 제대로 된 실력자로 성장시키고자 하는 마음에서 우러나온 것이다. 지하에 근대적인 트레이닝시설을 갖춘 대저택에 살고 있다. 제냐와는 소꿉친구.
재이(Jaei)
플레이 스타일 - 슈터 스타일 → 스트링 스타일
13세(초등학교 6학년). 신의 같은 반 친구. 탑스피너 배틀을 통해 신과 친해졌다. 말로는 늘 신과 다투곤 하지만 그것도 사이가 좋다는 증거이다. 철저히 과학을 신봉하며, 비현실적인 이야기들은 절대 믿지 않는다. 배틀 실력은 중상 정도로, 재능보다는 노력으로 극복하는 편이다. 항상 배틀에서 신을 이겼으나, 도일의 가르침을 그대로 따른 신에게 처음으로 지자 당황한다.
프랑소와즈(Francoise)
플레이 스타일 - 슈터 스타일 → 스트링 스타일
 프랑스 출신. 아이돌이자 탑스피너 플레이어인 소녀. 결정대사는 「너의 마음을 휘저어버리겠어!」. 탑스피너 월드 챔피언십에 출전하기 위해 매니저, 스태프들과 함께 프랑스에서 한국으로 왔다. 사람들 앞에선 늘 아이돌 모드로 밝게 웃으며 발랄한 분위기 메이커처럼 행동하지만, 실제 성격은 진지한 편이며 승부욕도 강하다.
빌리(Billy)
플레이 스타일 - 채찍 스타일 → 스트링 스타일
 미국 출신. 카우보이 풍의 소년. 인상이 좋고 산뜻하게 잘 생겼으며, 주말마다 웨스턴랜드의 쇼에 출연하고 있다. 화끈한 성격으로 팬이 많다. 채찍의 명수로, 이를 자신의 손처럼 자유자재로 다룬다. 승마도 잘하여 이동수단은 애마인 실버.
선아(Seona)
플레이 스타일 - 슈터 스타일 → 스트링 스타일
히로인, 13세(초등학교 6학년). 신과 같은 학교에 다니는 소녀. 신의 소꿉친구이며, 신의 집 근처에 산다. 누나처럼 굴며 이래저래 지적하거나 나무라곤 하지만, 동시에 누구보다 신을 잘 이해하고 그를 챙겨주는 모습도 보여준다. 프랑소와즈를 동경하며, 아이돌로서의 그녀와 플레이어로서의 그녀 양쪽 모두의 팬이다.
첸(Chen)
플레이 스타일 - 기공 스타일
 중국 출신. 쿵푸보이 풍의 열혈 소년. 할아버지에 의해 어린 시절부터 혹독한 수행을 받았다. 수행으로 인해 초등학생 답지 않은 거구와 뛰어난 신체능력을 지녔으며, 굉장히 잘 먹는다.
제냐(Jenya)
플레이 스타일 - 스피너 스타일 → 스트링 스타일
 러시아 출신. 쿨&뷰티 소녀. 로건과는 집안끼리의 친교가 있어서, 어린 시절부터 종종 로건의 집에서 함께 탑스피너 훈련을 해오며 그의 “도일 대비용 파트너”로써의 연습 상대가 되어 줬다. 매사에 냉정 침착한 성격으로, 배틀 중 상대의 데이터를 수집분석하는 것에 능하다. 때로 상대의 기술을 흉내내기도 한다.
주리(Juri)
9세(초등학교 2학년). 재이의 여동생. 신 일행과 같은 초등학교에 다닌다. 남매 사이는 매우 양호하여, 항상 재이와 붙어다닌다. 재이가 어떤 말을 하면 그 말을 되풀이하곤 한다. 같은 반 남자아이들 여럿을 부하처럼 대동할 만큼 기가 세다. 하지만 어리기 때문에 탑스피너 배틀은 하지 않는다.
마리아(Maria)
플레이 스타일 - 스트링 스타일
티아니스에서 블랙포커에 맞서는 레지스탕스 조직의 리더로 활동중이며, 레지스탕스 내 최연장자이다. 블랙포커의 탑스피너 군단에 대항할 지원군을 부르고자 비트를 지구로 보낸다.
비트(Beeth)
플레이 스타일 - 스트링 스타일
티아니스에서 마리아가 이끄는 레지스탕스 조직에 속한 소년. 블랙포커에게 점령된 도시를 되찾고자 지구에 나타나 신 일행에게 도움을 청한다. 마리아에게 탑스피너 훈련을 받은 플레이어이다.

### 조연
에드(Add)
레지스탕스의 대원.
레온(Leon)
레지스탕스의 대원.
아시모프(Asimov)
또 다른 세계인 루만다에서 온 천재 과학자.
로라(Lola)
아시모프 박사의 아내로 신 일행을 지원하며 남편을 항상 잘 챙겨준다.

### 악역
조커(Jocker)
플레이 스타일 - 스트링 스타일
중간보스. 블랙포커의 리더. 현시점에서 실질적인 리더 역할을 맡고 있다. 그 정체는 도일의 악한 정신이 실체화된 존재로, 도일과는 달리 무자비한 성격을 보인다. 도일의 강한 의지에 의해 그와 분리되어 완전히 다른 개체가 된다.
잭(Jack)
플레이 스타일 - 스트링 스타일
늘 기묘한 가면을 착용하고 있는 블랙포커의 일원으로, 일종의 돌격대장 역할을 담당한다. 시종일관 능청스러운 언행을 보여주나, 두뇌회전이 빠르고 상대를 도발하는 것에 능하다. 이세계에서 부릴 솔져를 스카우트하기 위해 종종 신 일행이 사는 세계에 나타난다. 결승전에서 패배한 도일 앞에 나타나 느닷없이 배틀을 신청하고 그가 지자 정신체를 뺏어간다.
킹(King)=랄프(Ralph)
플레이 스타일 - 스트링 스타일
블랙포커의 간부로 근육질에 덩치가 큰 어른스러운 느낌의 소년. 겉모습에 비례해 체력이 뛰어난 것은 물론, 블랙포커의 참모격이라고 할 수 있을 만큼 머리도 좋다. 성격 또한 냉정 침착하여 간부들 사이에서 중재자 역할을 맡기도 한다.
퀸(Queen)=린(Lin)
플레이 스타일 - 스트링 스타일
블랙포커의 간부. 퀸이라는 이름과는 달리 보이시한 느낌의 장신소녀로, 간부들 중 누구보다도 블랙포커에 대한 충성심이 강하다. 돌발행동을 일삼는 다른 간부들에게 잔소리를 하면서도 그들을 잘 챙겨주는 누나 같은 존재이기도 하다.
에이스(Ace)
플레이 스타일 - 염력 스타일
블랙포커의 간부. 날카로운 눈매가 돋보이는 오컬틱한 느낌의 과묵한 소년. 염파를 보내 상대의 위치를 탐지할 수 있는 초능력을 지녔다. 언뜻 보기엔 차가운 인상이지만, 의외로 순수한 면이 있어 종종 엉뚱한 행동을 보여주곤 한다.
블랙포커 수령(Black Poker)
플레이 스타일 - 스트링 스타일
최종보스. 블랙포커의 보스.

## 등장 탑스피너
- TSP-A-001 울프스톰 (Wolfstorm) (공격형) (우회전) (스타터) (시스템: 프로토타입) (성수: 늑대) (속성: 바람) (레이어 타입: 스트레이트) (코어팁: AR(Assult Right)) → TSP-B-001 카이젤 울프스톰 (Kaizer Wolfstorm) (공격형) (우회전) (부스터) (시스템: BX) (성수: 늑대) (속성: 바람) (코어팁: Rubber Storm)
- TSP-A-002 라이그리스 (Ligris) (공격형) (우회전) (부스터) (시스템: 프로토타입) (성수: 호랑이) (속성: 번개) (레이어 타입: 스트레이트) (코어팁: AB(Assult Basic)) → TSP-B-012 드라이브 라이그리스 (Drive Ligris) (공격형) (우회전) (부스터) (시스템: BX) (성수: 호랑이) (속성: 번개) (코어팁: Flat)
- TSP-A-003 블래스트드래곤 (Blastdragon) (방어형) (우회전) (부스터) (시스템: 프로토타입) (성수: 드래곤) (속성: 화염) (레이어 타입: 가드) (코어팁: HB(Hybrid Ball)) → TSP-B-007 마그마 블래스트드래곤 (Magma Blastdragon) (방어형) (우회전) (부스터) (시스템: BX) (성수: 서양 용) (속성: 화염) (코어팁: Cross Steel Ball)
- TSP-A-004 루미엘호크 (Lumierehawk) (특수형) (좌회전) (스타터) (시스템: 프로토타입) (성수: 매) (속성: 빛) (레이어 타입: 어퍼) (코어팁: HS(Hybrid Star)) → TSP-B-014 퀘이사 루미엘호크 (Quasar Lumierehawk) (특수형) (좌회전) (부스터) (시스템: BX) (성수: 매) (속성: 빛) (코어팁: Star)
- TSP-A-005 블룸페가수스 (Bloompegasus) (공격형) (우회전) (부스터) (시스템: 프로토타입) (성수: 페가수스) (속성: 꽃) (레이어 타입: 어퍼) (코어팁: ASPR(Assult SPike Rubber)) → TSP-B-016 피오레 블룸페가수스 (Fiore Bloompegasus) (공격형) (우회전) (부스터) (시스템: BX) (성수: 페가수스) (속성: 꽃) (코어팁: Spike)
- TSP-A-006 페루바이슨 (Ferobison) (방어형) (우회전) (부스터) (시스템: 프로토타입) (성수: 버팔로) (속성: 땅) (레이어 타입: 가드) (코어팁: GA(Guard Armor)) → TSP-B-010 레이징 페루바이슨 (Raging Ferobison) (방어형) (우회전) (부스터) (시스템: BX) (성수: 들소) (속성: 땅) (코어팁: Steel Ball)
- TSP-A-007 아쿠아리아 (Aquaria) (특수형) (우회전) (스타터) (시스템: 프로토타입) (성수: 인어) (속성: 물) (레이어 타입: 어퍼) (코어팁: GWM(Guard Wide Metal)) → TSP-B-009 마린 아쿠아리아 (Marine Aquaria) (특수형) (우회전) (부스터) (시스템: BX) (성수: 인어) (속성: 물) (코어팁: Steel Ball)
- TSP-A-008 로탄 (Lotan) (특수형) (우회전) (부스터) (시스템: 프로토타입) (성수: 용) (속성: 비) (레이어 타입: 스트레이트) (코어팁: HE(Hybrid Edge)) → TSP-B-015 바르사 로탄 (Varsha Lotan) (공격형) (우회전) (부스터) (시스템: BX) (성수: 동양 용) (속성: 비) (코어팁: Steel Ball)
- TSP-A-009 그리즐리아 (Grizzlia) (방어형) (우회전) (부스터) (시스템: 프로토타입) (성수: 그리즐리) (속성: 눈) (레이어 타입: 가드) (코어팁: GSM(Guard Sharp Metal)) → TSP-B-008 닉스 그리즐리아 (Nix Grizzlia) (방어형) (우회전) (부스터) (시스템: BX) (성수: 그리즐리) (속성: 눈) (코어팁: Axis Sharp)
- TSP-B-002 플레임 더블레이더 (Flame Doublader) (방어형) (우회전) (부스터) (시스템: BX) (성수: 소드워리어) (속성: 어둠의 화염) (코어팁: Spin Star)
- TSP-B-003 네그라 스노우 (Negra Snow) (특수형) (우회전) (부스터) (시스템: BX) (성수: 설녀) (속성: 어둠의 눈) (코어팁: Star)
- TSP-B-004 크리스탈 앤틀러 (Crystal Antler) (방어형) (우회전) (부스터) (시스템: BX) (성수: 숫사슴) (속성: 광물) (코어팁: Taper Star)
- TSP-B-005 마이티 거스타이탄 (Mighty Gustitan) (방어형) (우회전) (부스터) (시스템: BX) (성수: 마신) (속성: 어둠의 바람) (코어팁: Star Steel Ball)
- TSP-B-006 섀도우 크로퍼 (Shadow Cropper) (방어형) (좌회전) (부스터) (시스템: BX) (성수: 사신) (속성: 어둠의 땅) (코어팁: Flat)
- TSP-B-011 다크 타이런 (Dark Tyran) (공격형) (우회전) (부스터) (시스템: BX) (성수: 암흑 황제) (속성: 어둠) (코어팁: Big Flat)
- TSP-B-013 플라즈마 버스터 (Plazma Buster) (특수형) (우회전) (부스터) (시스템: BX) (성수: 캐논사이보그) (속성: 어둠의 번개) (코어팁: Storm)
- TSP-B-017 골렘 타이런 (Golem Tyran) (방어형) (우회전) (익스트림 파이널배틀 세트) (시스템: BX) (성수: 골렘) (속성: 암흑) (코어팁: Octagonal Shape Steel Ball)
- TSP-B-018 샤크 타이런 (Shark Tyran) (공격형) (우회전) (익스트림 파이널배틀 세트) (시스템: BX) (성수: 상어) (속성: 암흑) (코어팁: Spike)
- TSP-B-019 폭스 타이런 (Fox Tyran) (공격형) (우회전) (익스트림 파이널배틀 세트) (시스템: BX) (성수: 구미호) (속성: 암흑) (코어팁: Star)
- TSP-B-020 터틀 타이런 (Turtle Tyran) (방어형) (우회전) (익스트림 파이널배틀 세트) (시스템: BX) (성수: 거북이) (속성: 암흑) (코어팁: Spike Steel Ball)
- TSP-B-021 배트 타이런 (Bat Tyran) (특수형) (우회전) (익스트림 파이널배틀 세트) (시스템: BX) (성수: 박쥐) (속성: 암흑) (코어팁: Flat)

## 설정
탑스피너
피젯스피너와 팽이를 결합한 스포츠. 탑스피너를 플레이하는 스타일은 크게 "스피너 스타일"과 "슈터 스타일"으로 나뉜다. 스피너 스타일은 스피너처럼 탑스피너를 손으로 던져 슈팅하고, 슈터 스타일은 특수한 슈터로 탑스피너를 슈팅한다. 그 외에도 채찍으로 슈팅하는 "채찍 스타일" (슈팅한 후에도 탑스피너를 쳐서 회전을 더할 수 있다), 기의 힘으로 탑스피너를 회전시켜 슈팅하는 "기공 스타일" (슈팅 후에도 기공으로 회전을 높이거나 방향을 바꿀 수 있다) 등 플레이어에 따라 다양한 스타일이 있다.
성수(聖獣)
탑스피너에 깃든 정령으로 추정.
슈터
탑스피너를 던지도록 도와주는 도구.
탑스피너 월드 챔피언십
약칭은 TSWC. 전 세계의 탑스피너 플레이어들이 모여 대결하는 탑스피너 세계대회.
티아니스
탑스피너가 무기화된 다른 차원의 세계. 탑스피너와 그 안에 깃든 성수를 부리는 군대가 날뛰고 있다.
블랙포커
이세계에 있는 수수께끼의 집단. 잭이 소속되어 있으며, 그 위에는 보스로 추정되는 조커가 있다. 솔져를 스카우트하려는 조커의 명령을 받고 지구로 온 잭은 탑스피너 플레이어들에게 배틀을 신청해 그들이 지면 정신체를 뺏어 이세계로 가져간다.
모티브는 블랙미러(《터닝메카드》과 《빠샤메카드》의 악역)과 블랙코마(《메카드볼》의 악역)로 추정된다.
레지스탕스
블랙포커에 맞서 티아니스를 탈환하려는 무장 조직.
루만다
지구, 티아니스에 이은 또다른 이차원 세계. 아시모프의 출신지이다.

## 목소리 출연
- 박시윤: 신
- 민승우: 도일, 지훈, 첸의 할아버지, 조커
- 이새아: 어린 도일, 선아의 어머니
- 김명준: 로건
- 장미: 선아, 무명의 여성 조직원, 로라
- 이은조: 재이, 어린 첸
- 강새봄: 혜연, 주리
- 이지현: 프랑소와즈
- 남도형: 빌리
- 홍승효: 사회자
- 홍진욱: 로건의 아버지, 강호
- 윤용식: 쟝
- 서반석: 첸
- 김하루: 제냐
- 유영: 우진
- 최낙윤: 첸의 아버지
- 장성호: 제냐의 아버지
- 장예나: 마리아
- 김아롱: 비트
- 김다올: 에드
- 가빈: 레온
- 이경태: 잭
- 이상호: 에이스
- 한신: 킹
- 여윤미: 퀸
- 장민혁: 아시모프
- 시영준: 블랙포커 수령

## 같이 보기
- 최강! 탑플레이트
- 바이트초이카